# قفص اللعب للأطفال

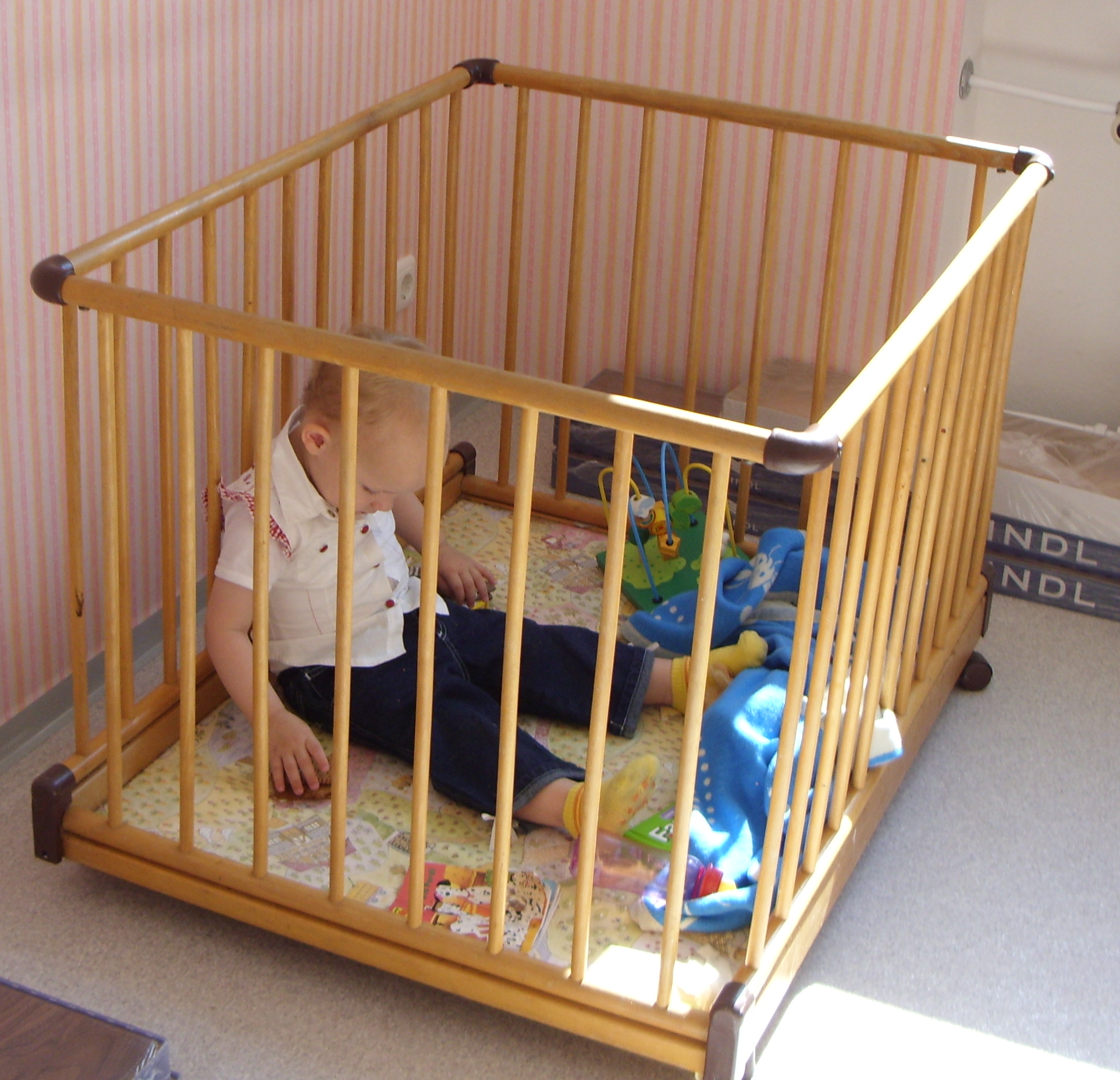
قفص لعب خشبي تقليدي

قفص اللعب للأطفال أو قَفص اللَّعب (بالإنجليزية: Playpen)‏ هو قطعة أثاث يوضع الطفل بداخله رضيع أو طفل صغير (عادة ما يكون طولها أقل من 35 بوصة (89 سم) و 30 رطل (14 كجم)) تستخدم لمنع لحماية الطفل من الإيذاءعندما يكون أحد والديه أو ولي أمره مشغولاً أو بعيداً. أقرب استخدام لكلمة "playpen"  التي ورد ذكرها في قاموس أوكسفورد الإنجليزي هو 1902م.